# Inhibitor koroze

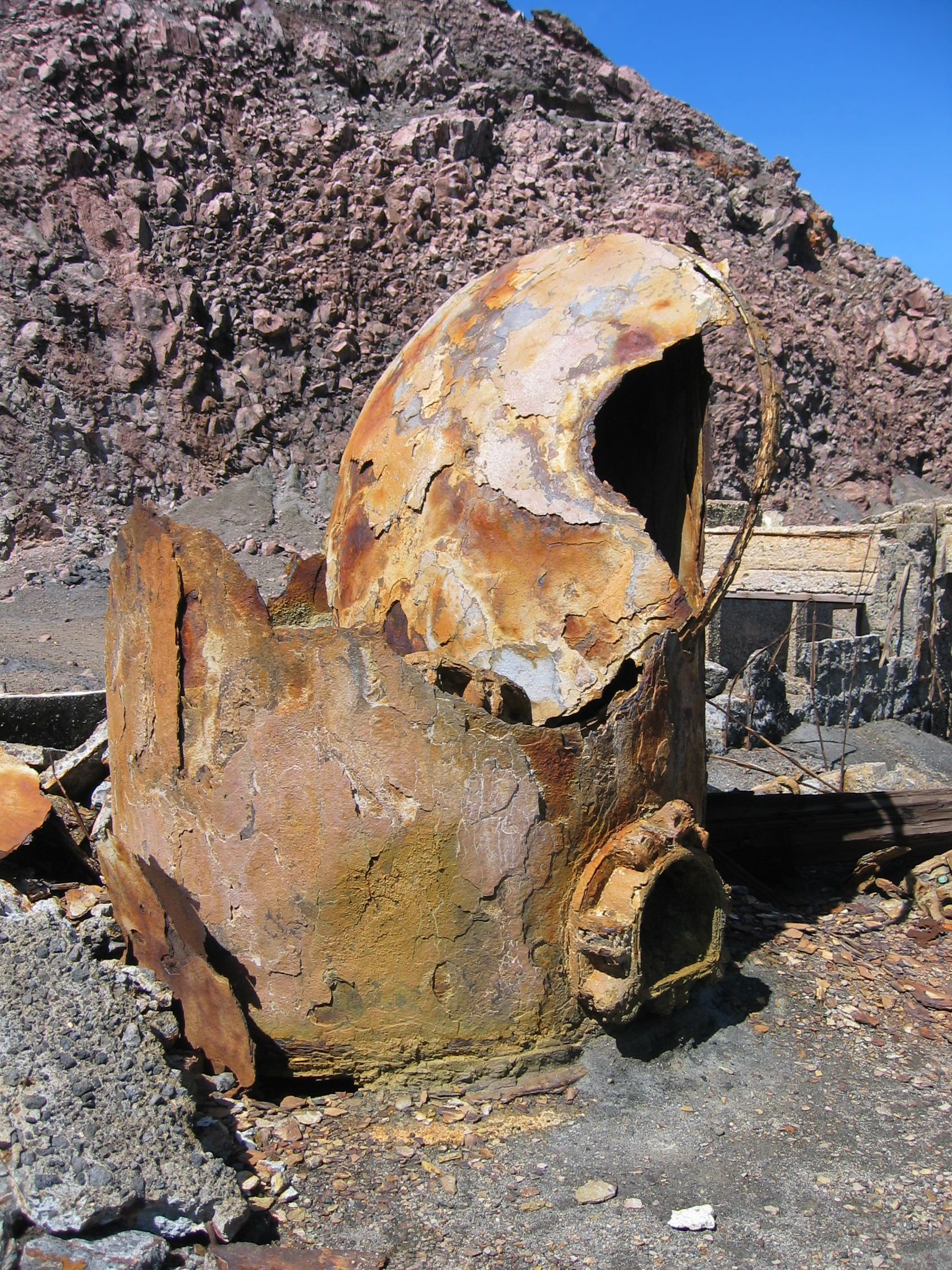
Zkorodovaná ocelová nádrž

Inhibitor koroze je chemická látka, která při přidání do kapaliny nebo plynu snižuje korozivní působení na materiál (typicky kov nebo slitinu kovů).
Účinnost inhibitoru koroze je funkcí mnoha faktorů, například složení tekutiny, způsobu proudění tekutiny apod. Při vhodné volbě inhibitoru koroze a jeho množství lze dosáhnout vysoké účinnosti, 90–99 %. Mezi mechanismy účinku patří tvorba pasivační vrstvy (tenkého filmu na povrchu materiálu; vrstva brání přístupu korozivní látky k materiálu) s inhibicí oxidační nebo redukční části redoxní reakce (anodové a katodové inhibitory) nebo vázání rozpuštěného kyslíku.
Typickými inhibitory koroze jsou hexamin, fenylethylamin, dimethylethanolamin, cinnamadehyd, kondenzační produkty aldehydů a aminů (iminy), chromany, dusitany, fosforečnany, hydrazin, kyselina askorbová a různé další. Vhodnost určité látky pro danou úlohu závisí na mnoha faktorech, počínaje chráněným materiálem, přes povahu látky, do které se inhibitor přidává, až po provozní teplotu.
Příkladem anodového inhibitoru jsou chromany, které tvoří pasivační vrstvu na povrchu hliníku a oceli - tato vrstva zabraňuje oxidaci kovu. Chromany jsou pro člověka karcinogenní; jejich toxicita byla znázorněna ve filmu Erin Brockovich. Podobně jako v případě hydrazinu, také použití chromanů bylo omezeno - pro některá použití je zakázáno.
Jinými anodovými inhibitory jsou dusitany. Použijí-li se anodové inhibitory v příliš nízké koncentraci, mohou způsobovat důlkovou korozi, protože tvoří nesouvislou vrstvu s místními anodami. Dalším anodovým inhibitorem jsou pertechnetáty. Jsou však mnohem radioaktivnější než uran, proto je lze používat jen pro taková místa, jako jsou jaderné reaktory.
Příkladem katodového inhibitoru je oxid zinečnatý, který zpomaluje korozi inhibicí redukce vody na vodík. Protože každá oxidace potřebuje, aby současně probíhala redukce, zpomaluje to oxidaci kovu. Jako alternativa k redukci vody na vodík může probíhat redukce kyslíku nebo dusičnanů. Pokud se odstraní oxidanty, například kyslík, lze míru koroze ovládat prostřednictvím míry redukce vody. To je třeba případ uzavřeného okruhu ústředního vytápění, kde brzy vznikne anaerobní prostředí. Jde o úplně jinou situaci než u karoserie automobilu, kde je aerobní prostředí. Zde se voda dostane do dutiny v karoserii a zůstane uvnitř. Katodová inhibice bude v takové situaci málo účinná, protože i když se inhibuje redukce vody, bude stále probíhat redukce kyslíku. Lepší metodou je tedy zabránit vniknutí vody a také využít anodový inhibitor, např. fosforečnany (fosfátování oceli).
Výborným příkladem katodového inhibitoru jsou těkavé aminy přítomné v páře. Používají se v kotlích, které vyrábějí páru pro turbíny. Chrání potrubí, kde pára kondenzuje na vodu. Aminy odcházejí s párou do potrubí. Zvyšují pH a omezují tak protonovou redukci. Při vhodné volbě látky mohou také tvořit ochranný film na povrchu oceli a tedy působit současně i jako anodový inhibitor. Inhibitory, které působí současně jako katodové i anodové se označují jako smíšené inhibitory.
Korozi v kotlích může (odstraňováním rozpuštěného kyslíku) například hydrazin nebo kyselina askorbová. Hydrazin je však toxický karcinogen, proto jeho používání není vhodné.
Proti mikrobiální korozi se používají dezinfekční látky. Například v oblasti těžby ropy se často používá benzalkoniumchlorid.
Inhibitory koroze se běžně přidávají do chladicích médií, paliv, hydraulických kapalin, vody do kotlů, motorových olejů a mnoha dalších tekutin používaných v průmyslu.